# Julien Perrichon
Julien (Jean) Per(r)ichon (lateinisch: Joannes Perrichonius (Parisiensis); * 6. November 1566 in Paris; † um 1600 ebenda) war ein französischer Lautenist und Komponist.

## Leben
Julien Perrichons Vater Jehan Perrichon wirkte bereits als Hofviolist und Spieler der Schalmei, einem Vorläufer der Oboe, am Hof des französischen Königs. Seinen ersten Lautenunterricht hatte er vermutlich bei Vaumesnil, Valet de Chambre, Kammerjunker und zwischen 1560 und 1574 Lautenist des französischen Königs Karl IX. und danach bei dessen Nachfolgern Jean de La Fontaine (Lautenist) und Samuel de La Roche. Zwischen 1576 und 1578 wird er erstmals in den Aufzeichnungen des Hofes, Rechnungslisten der Pensionäre des französischen Königs Heinrich III.,  als „junger Perrichon“ und Lautenschüler erwähnt. 1595 trug er den Titel Valet de Chambre et joueur de luth [Kammerdiener( -junker) und Lautenist] des Königs Heinrich IV. In dieser Stellung blieb er bis zu seinem Tod. Sein Todesdatum und -jahr ist nicht bekannt. Antoine Francisque spricht über Perrichon im Trésor d’Orphée aus dem Jahr 1600 schon in der Vergangenheit und seine Witwe Anna d’Hoey vermählte sich im Jahr 1602 erneut mit Antoine Oultrebon einem Sänger des Königs. Beides lässt ein Todesdatum vor oder im Jahr 1600 vermuten. Obwohl sich Vater und Sohn Perrichon gut unterscheiden lassen, kommt es in den Folgejahren zwischen 1600 und 1615 in verschiedenen musikalischen Quellen zu Verwirrungen. Dazu trugen unter anderem Jean-Baptiste Besard, John Dowland und Georg Leopold Fuhrmann, die in ihren Büchern aufgenommene Lautenstücke, vermutlich irrtümlich einem „Jehan Perrichon“ zuordneten.
Andere Quellen vermuten seinen Tod erst um das Jahr 1612, wozu auch Werkzuschreibungen nach 1600 beigetragen haben könnten.

## Werke
Einträge beim Répertoire International des Sources Musicales
- Une Courante francoise für Laute RISM ID: 451510449 in RISM ID: 451510448 im Bestand der Herzog August Bibliothek in Wolfenbüttel
- Courante RISM ID: 451510450  in RISM ID: 451510448 im Bestand der Herzog August Bibliothek in Wolfenbüttel
- Courante RISM ID: 451510451 in RISM ID: 451510448 im Bestand der Herzog August Bibliothek in Wolfenbüttel
- La mesme courante RISM ID: 451510452 in RISM ID: 451510448 im Bestand der Herzog August Bibliothek in Wolfenbüttel
- Tanz  RISM ID: 452027658 in RISM ID: 452027607 im Bestand Staatsbibliothek zu Berlin - Preußischer Kulturbesitz, Musikabteilung, Ms. Danzig 4022

Einträge bei Grove Music online (alles Werke für Laute)
- Gaillarde in Trésor d’Orphée von Antoine Francisque aus dem Jahr 1600 RISM ID: 991018642
  - Transkription für Klavier von Henri Quittard, L.-Marcel Fortin & Cie, Paris, 1906 OCLC 56285872
- Vier Gaillarden, drei Couranten, eine Volta, enthalten in Thesaurus Harmonicus von Jean-Baptiste Besard aus dem Jahr 1603 RISM ID: 993121139
  - in: Jean-Baptiste Besard, Andreas Nachtsheim und Michael Esch: Praeludien, Fantasien und Tänze aus „Thesaurus harmonicus“, Übertragung für Gitarre, Antiqua-Edition, Bad Ems, 1989 OCLC 28529044
- Courante, 1610
- Drei Couranten für vier bis fünf Instrumente, 1612
- La Nonette, 1615
- Fünf Präludien, drei Couranten, eine Volta, enthalten in Lord Herbert of Cherbury’s Lutebook[8]

Werke in MGG 2
Neben dem oben aufgeführten erwähnen Meyer und Lesure noch weitere Aufnahmen der Werke Julien Perrichons in Sammelwerken:
- John Dowland: Varietie of Lute-Lessons aus dem Jahr 1610 (Digitalisat der Library of Congress) RISM ID: 993121310
- Georg Leopold Fuhrmann: Testudo Gallo-germanica aus dem Jahr 1615 (Digitalisat des Münchener Digitalisierungszentrums der Bayerischen Staatsbibliothek) RISM ID: 993121411

### Moderne Notenausgaben
- 3 Préludes, aus der Lautentabulatur für die Gitarre übertragen vom französischen Lautenisten François Castet, G. Delrieu, Nice, 1968 OCLC 659315645
- Coranto. In: Holborne, Perrichon & Ballard, Alphonse Leduc, Paris, 1976 OCLC 80634111

### Weitere Werke, Ausgaben und Digitalisate
- Corandt. In: Lautentabulatur (Digitalisat eines Bandes mit Lautentabulaturen der Digitalen Bibliothek des Germanischen Nationalmuseums in Nürnberg)

## Rezeption
Er hinterließ nur wenige Werke für Laute in verschiedenen Sammlungen, die nach dem Urteil der Zeitgenossen von großer Meisterschaft waren und gilt heute als ein wichtiger Vertreter der frühen französischen Lautenschule. So bezeichnet Michael Prätorius seine Stücke in Terpsichore (RISM ID: 990052756) aus dem Jahr 1612 als „trefflich“. Christian Meyer schreibt in MGG 2: Nach Mary Burwell muss Perrichon neben Lorenzino dal Leuto und Jakub Reys als einer der Pioniere der französischen Lautenschule angesehen werden.

## Einspielungen
- Volta. Eingespielt von Joan Benson auf einem Clavichord und 1962 beim US-amerikanischen Musiklabel Bridge auf der LP Clavichord veröffentlicht. OCLC 367538229
- Prélude Et Courante. Eingespielt vom Lautenisten François Castet im Studio Sofreson in Paris und auf der LP Maîtres Du Luth Au XVIIème Siècle beim Label BAM in den 1960er Jahren veröffentlicht. OCLC 952411289
- Courante. Eingespielt vom Lautenisten Guy Robert und auf der LP  Airs From The Courts And Times Of Henri IV And Louis XIII beim US-amerikanischen Label Turnabout in den 1970er Jahren veröffentlicht. OCLC 1160180201
- Courante from „Lord Herbert of Cheruby's Lute Book“, eingespielt vom Lautenisten Paul O’Dette zwischen dem 6. und 8. Oktober 1991 bei Skywalker Sound in Nicasio und 1992 beim französischen Label Harmonia Mundi auf der CD The Art of the Lute veröffentlicht OCLC 28159226
- Coranto Nr. 2. Auf der CD A Varietie of Lute Lessons. Eingespielt von Nigel North zwischen dem 19. und 21. Mai 1998 in der  Toddington Church und 1999 veröffentlicht beim britischen Label Linn. OCLC 423406954
- Courante. Eingespielt vom Lautenisten David Parsons im Januar 1999 in der Chapel des Guy’s Hospital in London und 2001 beim Label Metronome auf der CD Varietie of lute lessons veröffentlicht. OCLC 52076115
- Courante. Eingespielt vom Lautenisten Paolo Cherici im Februar 2000 in Pugnano auf der CD Claude le Jeune: Airs et psaumes beim italienischen Label Symphonia veröffentlicht OCLC 53879842 sowie 2015  beim spanischen Label Glossa Records OCLC 884938152
- Courante. Auf der CD The Knight of the Lute - Music from the Varietie of Lute Lessons 1610. Eingespielt vom englischen Lautenisten Matthew Wadsworth (* 1974) und 2008 veröffentlicht bei Channel Classics
- Corant „Le Testament“, eingespielt von der Lautenistin Elizabeth Kenny im Dezember 2008 in der Concert Hall von Wyastone Estate, Monmouth und 2009 auf der CD Flying Horse, Music from the ML Lutebook beim britischen Label Hyperion Records veröffentlicht.[10] OCLC 743025322